# Lichtenstein József
Homorogdi Lichtenstein József (Miskolc, 1837. április 14. – Miskolc, 1914. január 20.) nagykereskedő, politikus, udvari tanácsos, országgyűlési képviselő,  Lichtenstein László főispánnak az apja.

## Családja és származása
Apja, idősebb Lichtenstein József (1802–1852) miskolci kereskedő, anyja Skargay Rozina (1806–1869) volt. idősebb Lichtenstein József Miskolcon született, és kiváló kereskedő volt, 1825-ben alapította a régió legnagyobbjává váló kereskedőházát. Lichtenstein József földbirtokos, miskolci nagykereskedő 1902. január 29-én magyar nemességet, valamint a "homorogdi" nemesi előnevet szerezte meg adományban I. Ferenc József magyar királytól.

### Házassága és leszármazottjai
A még polgári származású igen jómódú Lichtenstein József előkelő házasságot kötött; 1872. május 8-án, Miskolcon feleségül vette az előkelő nemesi származású nagyréti Darvas Malvina (1855–1930) kisasszonyt, akinek a szülei nagyréti Darvas Imrének (1822–1901), Abaúj, majd Abaúj-Torna vármegye főispánja, valamint négyesi Szepessy Malvin (1838–1880) voltak. Az anyai nagyszülei négyesi Szepessy László (1797–1853), Borsod vármegye alispánja, földbirtokos, és ragyolczi Csoma Terézia (1809–1867) voltak. Lichtenstein József és Darvas Malvine frigyéből született:
- Lichtenstein Malvina Jozefa Róza (Miskolc, 1873. március 9.–Budapest, 1937. január 11.).[10] Férje: nagyrákói és kelemenfalvi dr. Rakovszky Endre főispán, országgyűlésének a Felsőházának a tagja.
- Lichtenstein Imre
- Lichtenstein László (Miskolc, 1875. június 1. – Miskolc, 1949. június 10.) földbirtokos, Borsod vármegye, egyben Miskolc főispánja.
- Homrogdy Pál
- Lichtenstein Gyula

## Élete, munkássága
A fiú József 15 éves volt, amikor elhunyt apja. A miskolci evangélikus algimnáziumban tanult, felsőbb tanulmányait családi és városi segítségével folytatta, a kereskedést Bécsben tanulta ki (kereskedelmi alkalmazott is volt). Apja üzletét (Lichtenstein és Fűrész vaskereskedés) 1858-ban, 21 évesen vette át, de tanulmányait (közgazdaságtan, kereskedelem) továbbra is folytatta. Az 1860-as években, az Apponyi György által összehívott váltóügyi értekezletre meghívták az akkor már szaktekintély Lichtensteint. Az 1872-ben, a fővárosban megrendezett első közgazdasági kongresszuson állandó választmányi taggá választották, s hamarosan a bank- és adóügyek szakértőjének számított. 1874-ben egyik alapítója volt az Országos Iparegyletnek. Ebben az évben tagja lett a város képviselő-testületének, és haláláig az is maradt, emellett szakbizottságokban is tevékenykedett.
Amikor az 1870-es években (ismét) megindult a harc a város függetlenedéséért, Lichtenstein József e küzdelem egyik kiemelkedő személyisége volt, 1874. június 8-án ő javasolta a „maradvány úrbéri jogok” megváltását. A törvényhatósági jog megszerzésének történetét 1908-ban a „Miskolcz” királyi városságának története című munkájában foglalta össze. 1867-ben kezdeményezője és társalapítója volt a Miskolci Hitelintézetnek, később elnöke is lett, emellett több cégben töltött be fontos funkciókat (a Gőztéglagyár és a Borsod-Miskolci és debreceni István Gőzmalom elnöke, a Miskolci Villamossági Rt. igazgatósági tagja, a Miskolci Nemzeti Kaszinó alelnöke, 1875-ig a miskolci törvényszék kereskedelmi ülnöke, a Duna Biztosító társaság miskolci vezérügynökségének felügyelője stb.).
Szerepet vállalt az evangélikus egyházban is: a gimnázium pénztárnoka, 1871-ben egyházi felügyelő, 1876-tól esperességi felügyelő volt. A politika csak a gazdasági élet vonatkozásában érdekelte, de az 1875-ben fúzióval frissen alakult Szabadelvű Párt miskolci elnöke és országgyűlési képviselője lett (Horváth Lajossal együtt), ahol a közlekedési, bank- és közgazdasági bizottságában dolgozott. Emellett aktív tagja volt a Miskolci Kereskedelmi és Iparkamarának, az általa szorgalmazott Osztrák-magyar Bank miskolci fiókjában váltóbíró, a Borsodmegyei Erdészeti Bizottságban elnök volt. 1878 júliusában ismét megválasztották országgyűlési képviselőnek, de három év múlva Mezei Ernővel szemben alulmaradt a választások során. Ekkor az országos politikától visszavonult, csak városi feladatokkal foglalkozott, mellette publikált. 1914-ben (máshol 1902-ben) nemesi címet kapott homrogdi előnévvel, majd a király udvari tanácsossá nevezte ki.
Első felesége Hornbrachner Mária volt, akitől két gyermeke született: József és Mária. Második feleségével, nagyréti Darvas Malvinal (1855–?) 1872-ben kötött házasságot. Öt gyermekük volt: Malvin (1873–1937), Imre (1874–?), László (1875–1949), Pál (1876–1949), Gyula (1879–1909).
76 éves korában hunyt el, a sajtó nagy tisztességgel emlékezett meg róla. A Miskolczi Napló 1914. január 22-i, a temetés napján megjelent számában így írt róla: „… legnagyobb tiszteletre és becsülésre érdemes az ő emléke, mely örökké élni fog és át fog szállni nemzedékről nemzedékre. Egyike volt ő a város legnagyobb fiainak.” Miskolc városa – emlékére – a Király utcát Lichtenstein utcára nevezte át (ami 1950-ben Ady Endre utca lett), a Miskolci Nemzeti Kaszinó pedig megfestette az arcképét. A mindszenti evangélikus temetőben nyugszik.

## Főbb munkái
- Biztosítási ügy, különös tekintettel az egyházi biztosításra és toldalék a hazai biztosítási ügyről. Pest, 1865
- Vélemény a magyar vidéki pénzintézetek reformja tárgyában. Miskolc, 1899
- „Miskolcz” kir. városságának története. Miskolcz, Klein és Ludvig könyvnyomdája, 86 oldal, 1908